# La Voie lumineuse
Pour plus de détails, voir Fiche technique et Distribution.
La Voie lumineuse (Светлый путь, Svetlyy put) est un film soviétique réalisé par Grigori Alexandrov, sorti en 1940,.

## Synopsis
L'histoire de Tatiana, une fille provinciale qui cherche le bonheur dont le chemin est parsemé d'une série d’obstacles...

## Fiche technique
- Photographie : Boris Petrov, Andreï Boltianski
- Musique : Isaak Dunaevski
- Décors : Boris Knoblok
- Montage : Eva Ladyjenskaia